# Goemon Mononoke Sugoroku
Goemon Mononoke Sugoroku (ゴエモンもののけ双六) est un jeu vidéo de société sorti en 1999 sur Nintendo 64 et Game Boy Color uniquement au Japon. Le jeu a été développé et édité par Konami.
Le jeu fait partie de la série Ganbare Goemon. Le jeu s'inspire du jeu de société japonais Sugoroku.